# Вал Лиона
Ва̀л Лио̀на (на италиански: Val Liona) е община в Северна Италия, провинция Виченца, регион Тоскана. Административен център на общината е село Педерива (Pederiva), което е разположено на 90 m надморска височина. Населението на общината е 3084 души (към 2018 г.).
Общината е създадена в 1 януари 2017 г. Тя се състои от предшествуващите общини Гранкона и Сан Джермано дей Беричи.